# Desigualdade de Weyl
Em álgebra linear, Desigualdade de Weyl é um teorema sobre como os autovalores de um matriz hermitiana são perturbados. Esse teorema de 1912 carrega o nome de seu autor Hermann Weyl. Esse resultado é útil se quisermos saber os autovalores da matriz Hermitiana H, mas há uma incerteza sobre as entradas de H. Este resultado era conhecido no Século 19, mas não foi publicado na íntegra 
Seja H a matriz exata e P ser uma matriz de perturbação que representa a incerteza. Considere a matriz {\displaystyle \scriptstyle M\,=\,H\,+\,P}. Seja M com autovalores {\displaystyle \mu _{1}\geq \cdots \geq \mu _{n}\,}, H com autovalores {\displaystyle \nu _{1}\geq \cdots \geq \nu _{n}\,} e P com autovalores {\displaystyle \rho _{1}\geq \cdots \geq \rho _{n}\,}
O teorema afirma que se M, H e P são todas matrizes Hermitianas n por n,
então a seguinte desigualdade vale para {\displaystyle \scriptstyle i\,=\,1,\dots ,n}:
{\displaystyle \nu _{i}+\rho _{n}\leq \mu _{i}\leq \nu _{i}+\rho _{1}.\,}
Se P é positiva definida (e.g. {\displaystyle \scriptstyle \rho _{n}\,>\,0}) então isso implica que
{\displaystyle \mu _{i}>\nu _{i}\quad \forall i=1,\dots ,n.\,}
Note que podemos ordenar os autovalores porque as matrizes são Hermitiana e, portanto, os autovalores são reais.

## Teoria dos números
Na teoria dos números, a desigualdade de Weyl afirma que se M, N, a e q são inteiros, com a e q co-primo, q > 0, e f é um polinômio real de grau k cujo coeficiente líder c satisfaz
{\displaystyle |c-a/q|\leq tq^{-2},\,}
para algum t maior ou igual a 1, então para qualquer número {\displaystyle \scriptstyle \varepsilon } real positivo temos
{\displaystyle \sum _{x=M}^{M+N}\exp(2\pi if(x))=O\left(N^{1+\varepsilon }\left({t \over q}+{1 \over N}+{t \over N^{k-1}}+{q \over N^{k}}\right)^{2^{1-k}}\right){\text{ como }}N\to \infty .}
Essa desigualdade só será útil quando
{\displaystyle q<N^{k},\,}
pois, de outra forma, estimar o módulo da soma exponencial por meio da desigualdade de triângulo como {\displaystyle \scriptstyle \leq \,N} fornece um melhor limite.